# اگویلار دو کادس
اگویلار دو کادس (به اسپانیایی: Aguilar de Codés) یک شهرستان در اسپانیا است که در Estella واقع شده‌است.

## خصوصیات
اگویلار دو کادس ۱۸٫۱۶ کیلومترمربع مساحت و ۴٬۸۷۸ نفر جمعیت دارد و ۷۳۱ متر بالاتر از سطح دریا واقع شده‌است.